# Draft de la NBA de 2022
El Draft de la NBA de 2022 se celebró el jueves 23 de junio de 2022 en el Barclays Center de Brooklyn, Nueva York. Los equipos de la National Basketball Association (NBA) se turnaron para seleccionar a los jugadores del baloncesto universitario de los Estados Unidos y otros jugadores elegibles, incluyendo los jugadores internacionales. La lotería del draft tuvo lugar el 17 de mayo, durante la celebración de los playoffs.

## Selecciones del draft
|  | Denota jugador miembro del Basketball Hall of Fame                                                 |
|  | Denota jugador que ha sido seleccionado al menos en un All-Star Game y un Mejor Quinteto de la NBA |
|  | Denota jugador que ha sido seleccionado al menos en un All-Star Game                               |
|  | Denota jugador que nunca ha jugado en la NBA                                                       |

| PG | Base | SG | Escolta | SF | Alero | PF | Ala Pívot | C | Pívot |

### Primera ronda

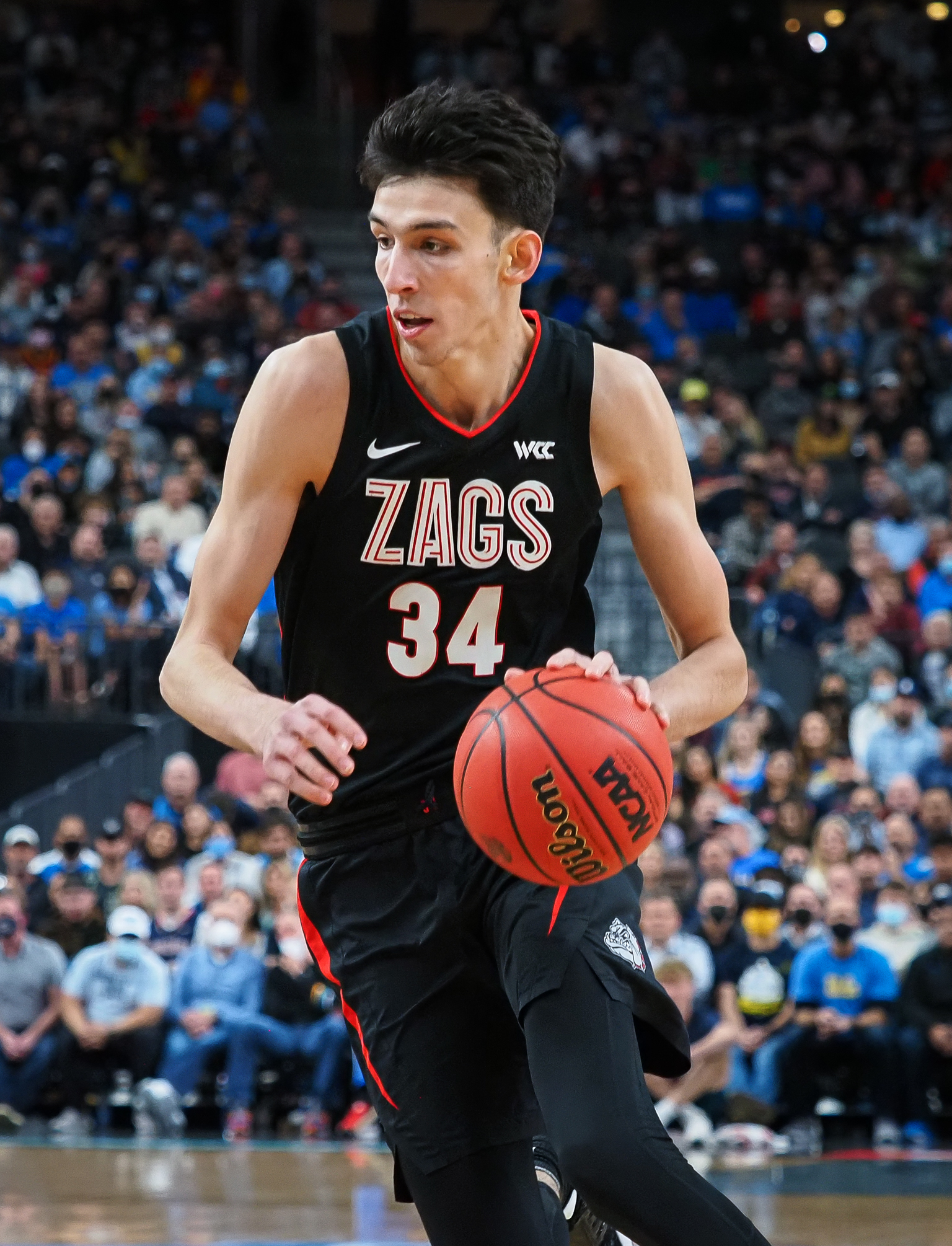
Chet Holmgren fue elegido en segunda posición por Oklahoma City Thunder.

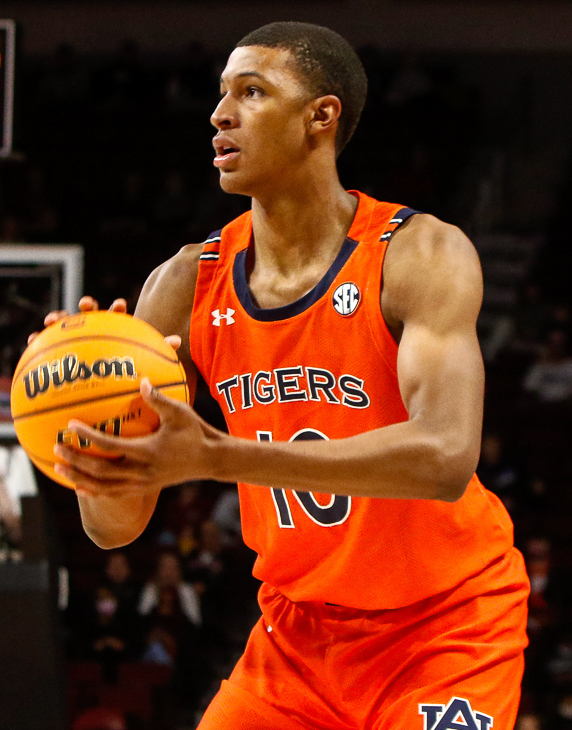
Jabari Smith Jr., seleccionado en tercera posición por Houston Rockets.

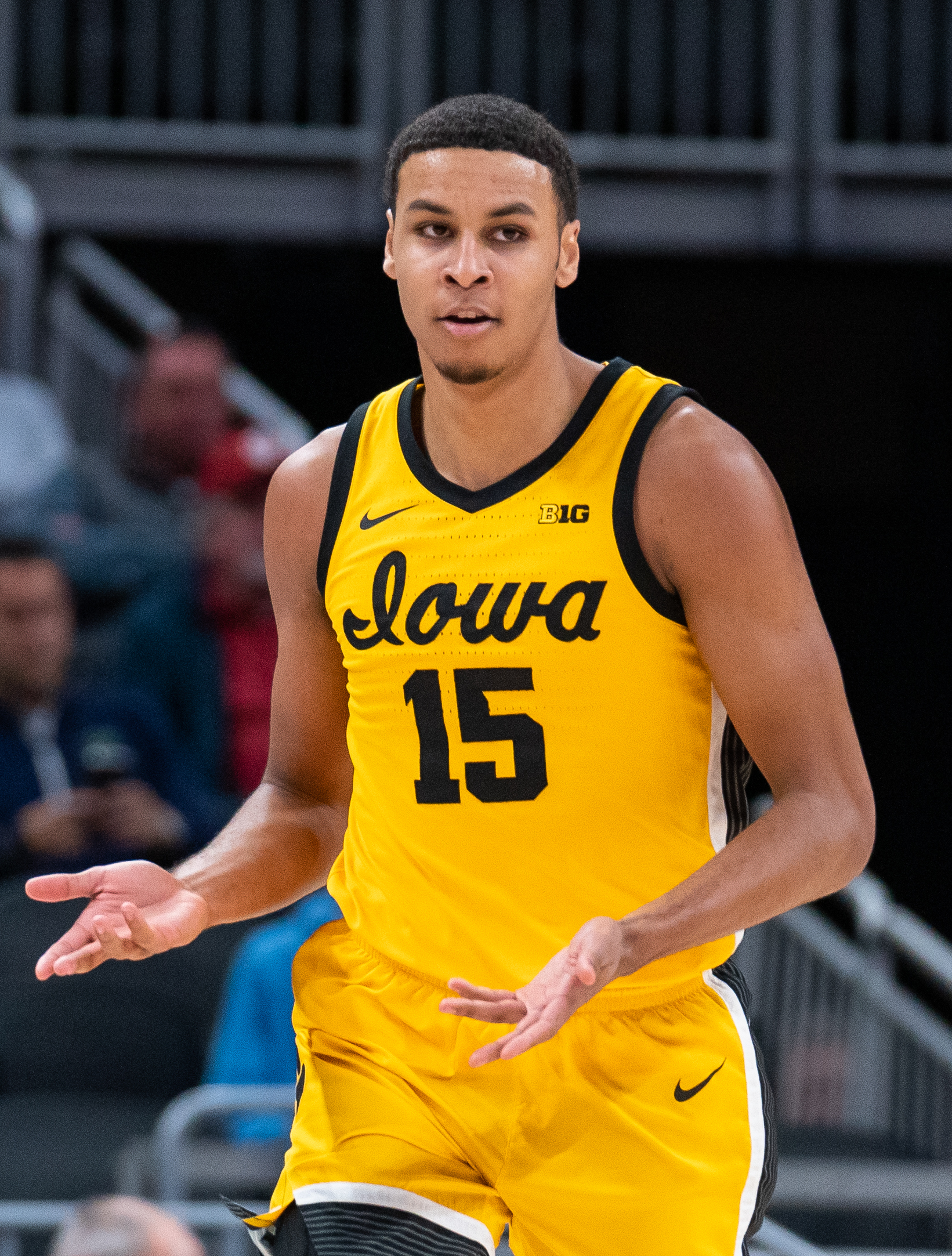
Keegan Murray fue elegido en cuarto lugar por Sacramento Kings.

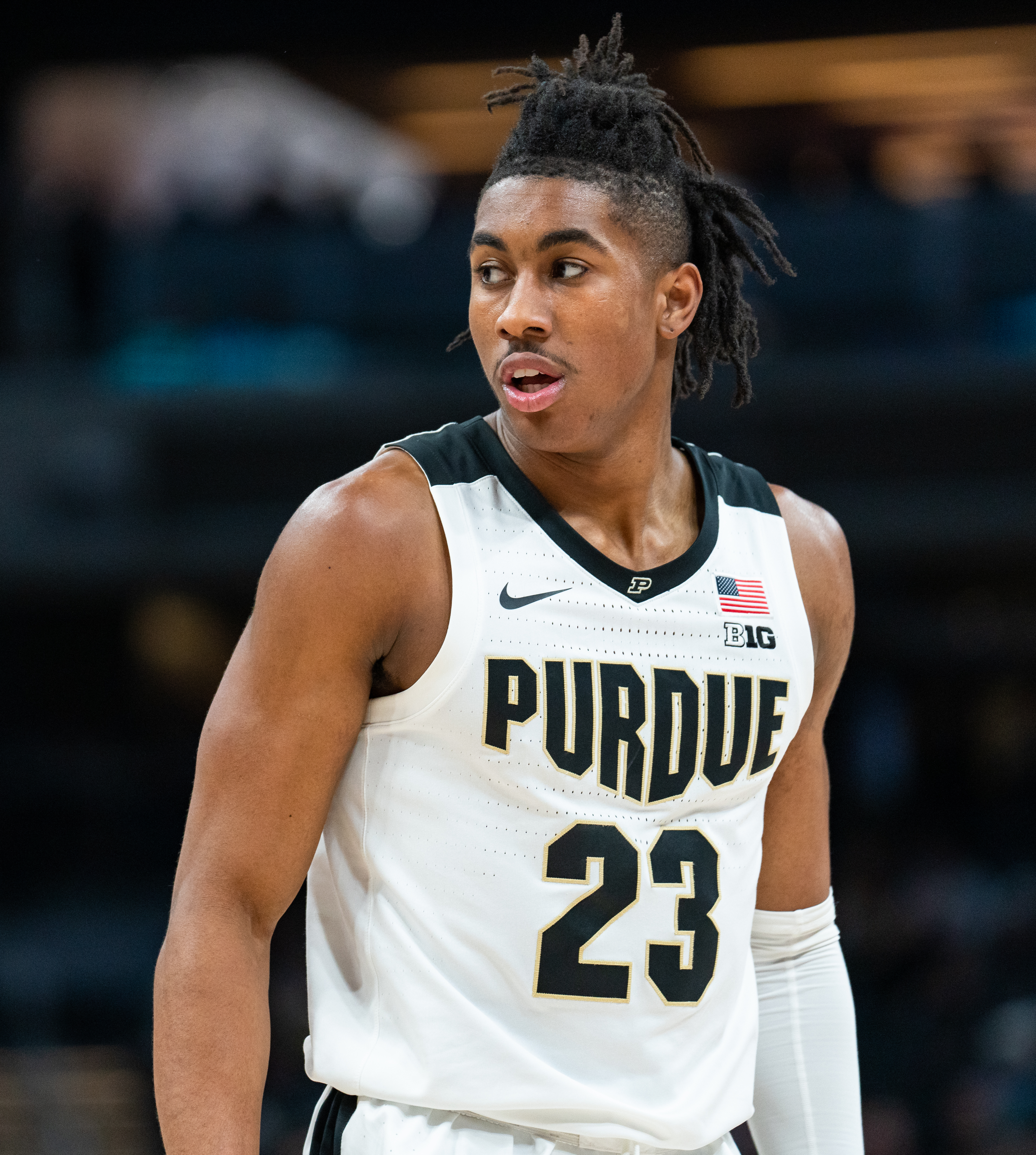
Jaden Ivey, elegido en quinto lugar por Detroit Pistons.

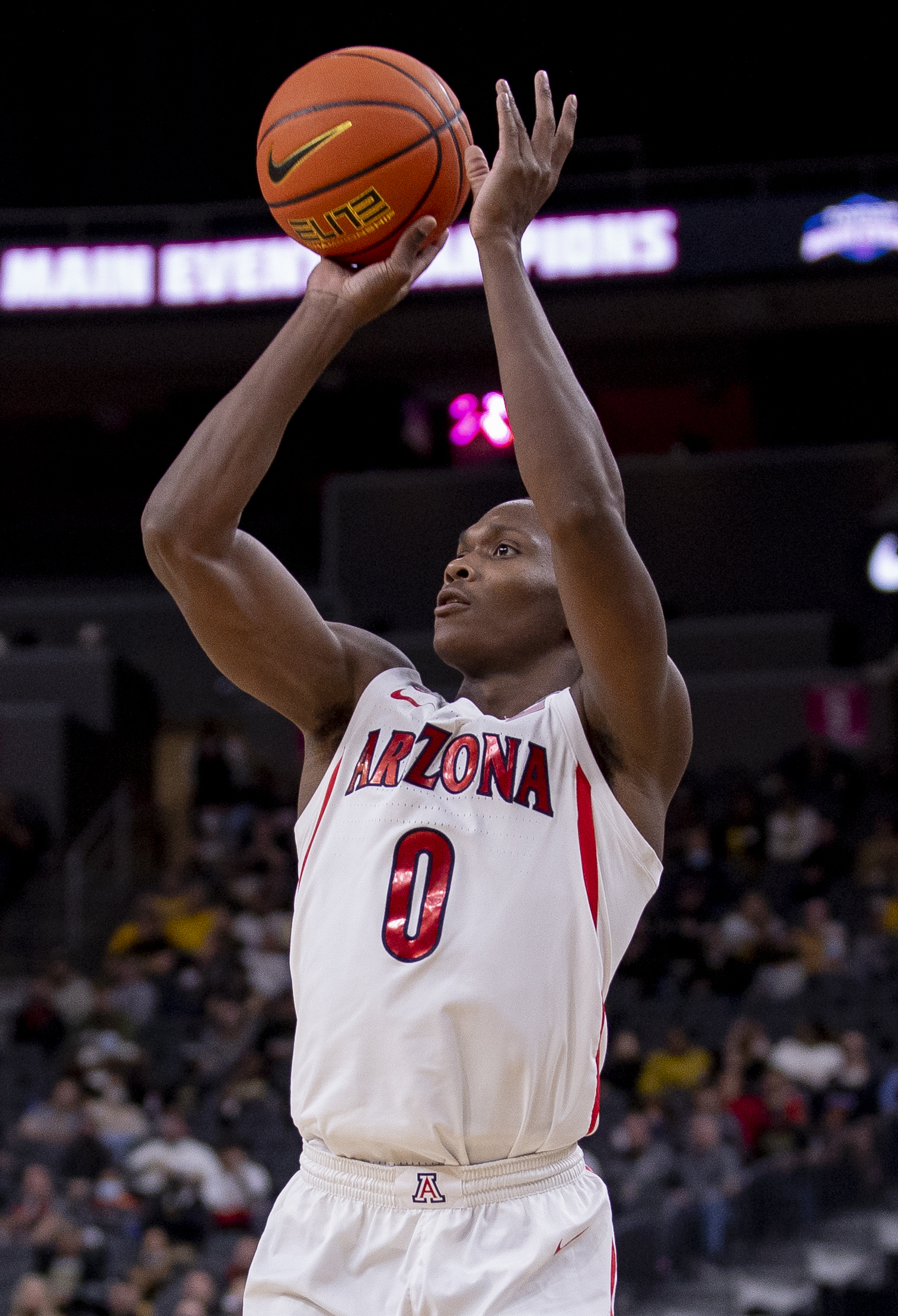
Bennedict Mathurin, seleccionado en sexta posición por Indiana Pacers.

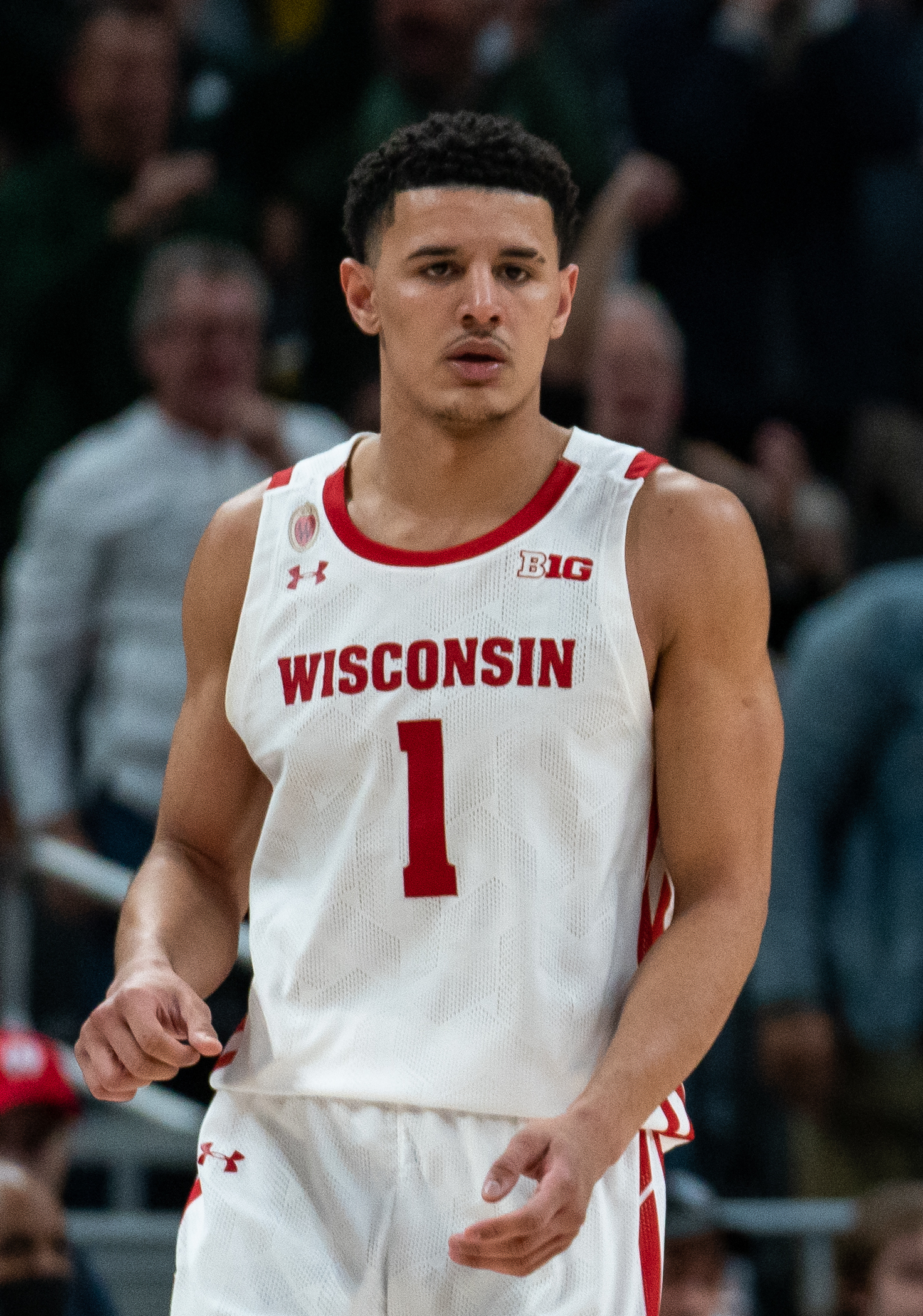
Johnny Davis, seleccionado en décima posición por Washington Wizards.

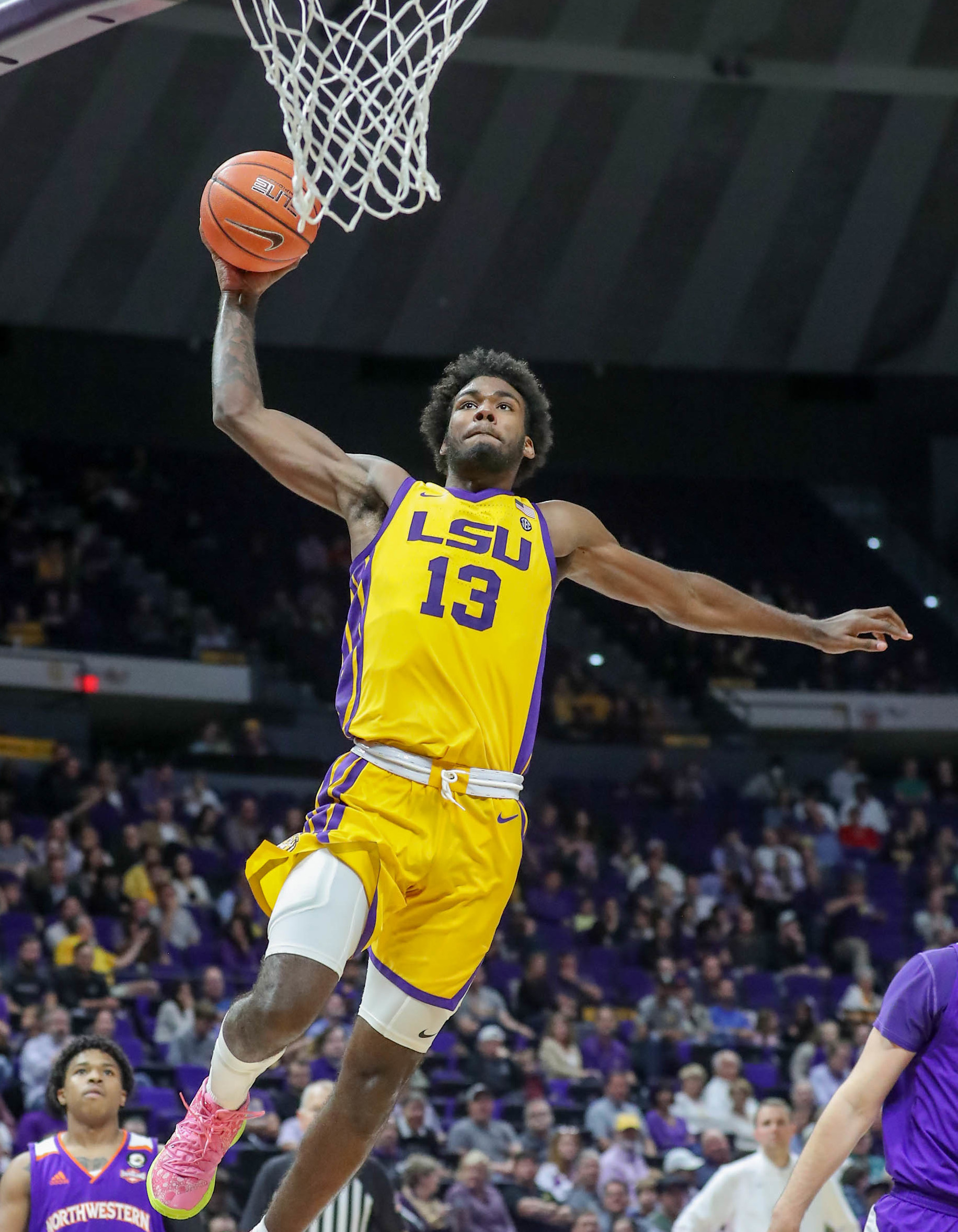
Tari Eason, seleccionado en decimoséptima posición por Houston Rockets.

| Pick | Jugador             | Pos.  | Nacionalidad             | Equipo                                 | Universidad / Club               |
| ---- | ------------------- | ----- | ------------------------ | -------------------------------------- | -------------------------------- |
| 1    | Paolo Banchero      | PF    | Estados Unidos · Italia  | Orlando Magic                          | Duke                             |
| 2    | Chet Holmgren       | C/PF  | Estados Unidos           | Oklahoma City Thunder                  | Gonzaga                          |
| 3    | Jabari Smith Jr.    | PF    | Estados Unidos           | Houston Rockets                        | Auburn                           |
| 4    | Keegan Murray       | PF    | Estados Unidos           | Sacramento Kings                       | Iowa                             |
| 5    | Jaden Ivey          | SG    | Estados Unidos           | Detroit Pistons                        | Purdue                           |
| 6    | Bennedict Mathurin  | SG/SF | Canadá                   | Indiana Pacers                         | Arizona                          |
| 7    | Shaedon Sharpe      | SG    | Canadá                   | Portland Trail Blazers                 | Kentucky                         |
| 8    | Dyson Daniels       | PG/SG | Australia                | New Orleans Pelicans (de LA Lakers)    | G League Ignite (G League)       |
| 9    | Jeremy Sochan       | PF    | Polonia · Estados Unidos | San Antonio Spurs                      | Baylor                           |
| 10   | Johnny Davis        | SG    | Estados Unidos           | Washington Wizards                     | Wisconsin                        |
| 11   | Ousmane Dieng       | SF    | Francia                  | New York Knicks                        | New Zealand Breakers (Australia) |
| 12   | Jalen Williams      | SG    | Estados Unidos           | Oklahoma City Thunder (de LA Clippers) | Santa Clara                      |
| 13   | Jalen Duren         | C     | Estados Unidos           | Charlotte Hornets                      | Memphis                          |
| 14   | Ochai Agbaji        | SG    | Estados Unidos           | Cleveland Cavaliers                    | Kansas                           |
| 15   | Mark Williams       | C     | Estados Unidos           | Charlotte Hornets (de New Orleans)     | Duke                             |
| 16   | AJ Griffin          | SF    | Estados Unidos           | Atlanta Hawks                          | Duke                             |
| 17   | Tari Eason          | PF    | Estados Unidos           | Houston Rockets (de Brooklyn)          | LSU                              |
| 18   | Dalen Terry         | SG    | Estados Unidos           | Chicago Bulls                          | Arizona                          |
| 19   | Jake LaRavia        | SF    | Estados Unidos           | Minnesota Timberwolves                 | Wake Forest                      |
| 20   | Malaki Branham      | SG    | Estados Unidos           | San Antonio Spurs (de Toronto)         | Ohio State                       |
| 21   | Christian Braun     | SG    | Estados Unidos           | Denver Nuggets                         | Kansas                           |
| 22   | Walker Kessler      | C     | Estados Unidos           | Memphis Grizzlies (de Utah)            | Auburn                           |
| 23   | David Roddy         | SF    | Estados Unidos           | Philadelphia 76ers                     | Colorado State                   |
| 24   | MarJon Beauchamp    | SG    | Estados Unidos           | Milwaukee Bucks                        | G League Ignite (G League)       |
| 25   | Blake Wesley        | SG    | Estados Unidos           | San Antonio Spurs (de Boston)          | Notre Dame                       |
| 26   | Wendell Moore       | SF    | Estados Unidos           | Dallas Mavericks                       | Duke                             |
| 27   | Nikola Jović        | SF    | Serbia                   | Miami Heat                             | Mega Mozzart (Serbia)            |
| 28   | Patrick Baldwin Jr. | PF    | Estados Unidos           | Golden State Warriors                  | Milwaukee                        |
| 29   | TyTy Washington     | PG    | Estados Unidos           | Memphis Grizzlies                      | Kentucky                         |
| 30   | Peyton Watson       | SF    | Estados Unidos           | Oklahoma City Thunder (de Phoenix)     | UCLA                             |

### Segunda ronda
| Pick              | Jugador            | Pos.              | Nacionalidad                    | Equipo                                                                | Universidad / Club                      |
| ----------------- | ------------------ | ----------------- | ------------------------------- | --------------------------------------------------------------------- | --------------------------------------- |
| 31                | Andrew Nembhard    | PG                | Canadá                          | Indiana Pacers (de Houston vía Cleveland)                             | Gonzaga                                 |
| 32                | Caleb Houstan      | SF                | Canadá                          | Orlando Magic                                                         | Michigan                                |
| 33                | Christian Koloko   | C                 | Camerún                         | Toronto Raptors (de Detroit vía Chicago a Washington y a San Antonio) | Arizona                                 |
| 34                | Jaylin Williams    | PF                | Estados Unidos                  | Oklahoma City Thunder                                                 | Arkansas                                |
| 35                | Max Christie       | SG                | Estados Unidos                  | Los Angeles Lakers (de Indiana vía Milwaukee a Orlando)               | Michigan State                          |
| 36                | Gabriele Procida   | SG/SF             | Italia                          | Portland Trail Blazers                                                | Fortitudo Bologna (Italia)              |
| 37                | Jaden Hardy        | SG                | Estados Unidos                  | Sacramento Kings                                                      | G League Ignite (G League)              |
| 38                | Kennedy Chandler   | SG                | Estados Unidos                  | San Antonio Spurs (de LA Lakers vía Washington a Chicago)             | Tennessee                               |
| 39                | Khalifa Diop       | C                 | Senegal                         | Cleveland Cavaliers (de San Antonio vía Utah)                         | CB Gran Canaria (España)                |
| 40                | Bryce McGowens     | SG                | Estados Unidos                  | Minnesota Timberwolves (de Washington vía Cleveland)                  | Nebraska                                |
| 41                | E.J. Liddell       | PF                | Estados Unidos                  | New Orleans Pelicans                                                  | Ohio State                              |
| 42                | Trevor Keels       | SG                | Estados Unidos                  | New York Knicks                                                       | Duke                                    |
| 43                | Moussa Diabaté     | PF                | Francia                         | Los Angeles Clippers                                                  | Michigan                                |
| 44                | Ryan Rollins       | SG                | Estados Unidos                  | Atlanta Hawks                                                         | Toledo                                  |
| 45                | Josh Minott        | PF                | Estados Unidos                  | Charlotte Hornets                                                     | Memphis                                 |
| 46                | Ismaël Kamagate    | C                 | Francia                         | Detroit Pistons (de Brooklyn)                                         | Paris Basketball (Francia)              |
| 47                | Vince Williams Jr. | SG/SF             | Estados Unidos                  | Memphis Grizzlies (de Cleveland)                                      | VCU                                     |
| 48                | Kendall Brown      | SF                | Estados Unidos                  | Minnesota Timberwolves                                                | Baylor                                  |
| 49                | Isaiah Mobley      | PF                | Estados Unidos                  | Cleveland Cavaliers (de Chicago vía Detroit a Memphis y a Sacramento) | USC                                     |
| 50                | Matteo Spagnolo    | PG/SG             | Italia                          | Minnesota Timberwolves (de Denver vía Philadelphia)                   | Vanoli Cremona (Italia)                 |
| 51                | Tyrese Martin      | SG                | Estados Unidos                  | Golden State Warriors (de Toronto vía Philadelphia)                   | UConn                                   |
| 52                | Karlo Matković     | C                 | Croacia · Bosnia y Herzegovina  | New Orleans Pelicans (de Utah)                                        | Mega Mozzart (Serbia)                   |
| 53                | JD Davison         | PG                | Estados Unidos                  | Boston Celtics                                                        | Alabama                                 |
| Selección perdida | Selección perdida  | Selección perdida | Selección perdida               | Milwaukee Bucks                                                       | Milwaukee Bucks                         |
| Selección perdida | Selección perdida  | Selección perdida | Selección perdida               | Miami Heat (de Philadelphia vía Denver)                               | Miami Heat (de Philadelphia vía Denver) |
| 54                | Yannick Nzosa      | C                 | República Democrática del Congo | Washington Wizards (de Dallas)                                        | CB Málaga (España)                      |
| 55                | Gui Santos         | SF                | Brasil                          | Golden State Warriors                                                 | Minas Tênis Clube (Brasil)              |
| 56                | Luke Travers       | SG                | Australia                       | Cleveland Cavaliers (de Miami vía Indiana)                            | Perth Wildcats (Australia)              |
| 57                | Jabari Walker      | PF                | Estados Unidos                  | Portland Trail Blazers (de Memphis vía Utah)                          | Colorado                                |
| 58                | Hugo Besson        | PG                | Francia                         | Indiana Pacers (de Phoenix)                                           | New Zealand Breakers (Australia)        |

### Acuerdos previos al draft
1. ↑  Brooklyn puede coger esta elección o una primera ronda de Philadelphia del draft de 2023.

## Jugadores sin cumplir todos los ciclos universitarios
Los jugadores listados en negrita han indicado públicamente que han contratado agentes, o tienen planes de hacerlo, por lo que son ya inelegibles para una nueva temporada en el baloncesto universitario en 2022–23.
- Max Abmas – G, Oral Roberts (junior)
- Efe Abogidi – C, Washington State (sophomore)
- Fardaws Aimaq – C, Utah Valley (redshirt junior)
- Kaodirichi Akobundu-Ehiogu – F, UT Arlington (redshirt junior)
- Tez Allen – F, Southern Oregon (redshirt junior)
- Avery Anderson III – G, Oklahoma State (junior)
- Patrick Baldwin Jr. – F, Milwaukee (freshman)
- / Paolo Banchero – F, Duke (freshman)
- Khalif Battle – G, Temple (junior)
- James Bishop – G, George Washington (junior)
- Henry Blair Jr. – G, Bob Jones (SC) (junior)
- Malaki Branham – G/F, Ohio State (freshman)
- Christian Braun – G, Kansas (junior)
- Keion Brooks Jr. – F, Kentucky (junior)
- Jordan Brown – F, Louisiana (junior)
- Kendall Brown – G/F, Baylor (freshman)
- Tyler Burton – F, Richmond (junior)
- John Butler – F, Florida State (freshman)
- Jared Bynum – G, Providence (redshirt junior)
- Toumani Camara – F, Dayton (junior)
- Dylan Cardwell – C, Auburn (sophomore)
- Sincere Carry – G, Kent State (redshirt junior)
- Julian Champagnie – G/F, St. John's (junior)
- Kennedy Chandler – G, Tennessee (freshman)
- Max Christie – G, Michigan State (freshman)
- Kofi Cockburn – C, Illinois (junior)
- Jalen Cook – G, Tulane (sophomore)
- Johnny Davis – G/F, Wisconsin (sophomore)
- JD Davison – G, Alabama (freshman)
- / Dhieu Deing – G, UTSA (junior)
- Moussa Diabaté – F, Michigan (freshman)
- Dylan Disu – F, Texas (junior)
- Jalen Duren – C, Memphis (freshman)
- Kevin Easley Jr. – F, Duquesne (redshirt junior)
- Tari Eason – F, LSU (sophomore)
- Boogie Ellis – G, USC (junior)
- Aaron Estrada – G, Hofstra (junior)
- Tyson Etienne – G, Wichita State (junior)
- BJ Fitzgerald – G, Virginia State (redshirt junior)
- Adam Flagler – G, Baylor (redshirt junior)
- Allen Flanigan – G, Auburn (junior)
- Joe French – G, Bethune–Cookman (redshirt sophomore)
- Ques Glover – G, Samford (junior)
- A. J. Green – G, Northern Iowa (redshirt junior)
- Adrian Griffin Jr. – F, Duke (freshman)
- Quincy Guerrier – F, Oregon (junior)
- Mouhamed Gueye – F, Washington State (freshman)
- Jordan Hall – G/F, Saint Joseph's (sophomore)
- Chet Holmgren – C/F, Gonzaga (freshman)
- Jaelen House – G, New Mexico (junior)
- Caleb Houstan – G/F, Michigan (freshman)
- Harrison Ingram – F, Stanford (freshman)
- Jaden Ivey – G, Purdue (sophomore)
- Trayce Jackson-Davis – F, Indiana (junior)
- Josiah-Jordan James – G, Tennessee (junior)
- Jaden Jones – G/F, Rutgers (redshirt freshman)
- Johnny Juzang – G, UCLA (junior)
- Trevor Keels – G, Duke (freshman)
- Walker Kessler – C, Auburn (sophomore)
- Christian Koloko – C, Arizona (junior)
- / Kuany Kuany – F, California (sophomore)
- Jake LaRavia – F, Wake Forest (junior)
- Hyunjung Lee – G/F, Davidson (junior)
- Justin Lewis – F, Marquette (sophomore)
- E. J. Liddell – F, Ohio State (junior)
- Kenneth Lofton Jr. – F, Louisiana Tech (sophomore)
- B. J. Mack – F/C, Wofford (junior)
- Bennedict Mathurin – G, Arizona (sophomore)
- Kevin McCullar – G, Texas Tech (redshirt junior)
- Bryce McGowens – G, Nebraska (freshman)
- Mike Miles – G, TCU (freshman)
- / Josh Minott – F, Memphis (freshman)
- Isaiah Mobley – F, USC (junior)
- Aminu Mohammed – G, Georgetown (freshman)
- Iverson Molinar – G, Mississippi State (junior)
- Omari Moore – G, San Jose State (junior)
- Wendell Moore – F, Duke (junior)
- Isiaih Mosley – G, Missouri State (junior)
- Caleb Murphy – G, South Florida (sophomore)
- Keegan Murray – F, Iowa (sophomore)
- Kris Murray – F, Iowa (sophomore)
- Lamar Norman Jr. – G, Western Michigan (redshirt junior)
- Shareef O'Neal – F, LSU (junior)
- Nick Ongenda – C, DePaul (junior)
- Scotty Pippen Jr. – G, Vanderbilt (junior)
- Zyon Pullin – G, UC Riverside (junior)
- / Lester Quiñones – G, Memphis (junior)
- Orlando Robinson – F, Fresno State (junior)
- David Roddy – F, Colorado State (junior)
- Dennis Rodman Jr. – G, Washington State (sophomore)
- Marcus Sasser – G, Houston (junior)
- Baylor Scheierman – G, South Dakota State (junior)
- Dereon Seabron – G, NC State (redshirt sophomore)
- Jaden Shackelford – G, Alabama (junior)
- Shaedon Sharpe – G, Kentucky (freshman)
- Grant Sherfield – G, Nevada (junior)
- KJ Simon – G, UT Martin (redshirt junior)
- Jabari Smith Jr. – F, Auburn (freshman)
- Jamari Smith – F, Queens (NC) (redshirt junior)
- Malachi Smith – G, Chattanooga (redshirt junior)
- Terquavion Smith – G, NC State (freshman)
- // Jeremy Sochan – F, Baylor (freshman)
- Julian Strawther – F, Gonzaga (sophomore)
- AJ Taylor – F, Grambling State (redshirt junior)
- Dalen Terry – G, Arizona (sophomore)
- Drew Timme – F, Gonzaga (junior)
- Jacob Toppin – F, Kentucky (junior)
- Santiago Véscovi – G, Tennessee (junior)
- Jabari Walker – F, Colorado (sophomore)
- Michael Wang – G, Penn (freshman)
- TyTy Washington – G, Kentucky (freshman)
- Peyton Watson – G/F, UCLA (freshman)
- Blake Wesley – G, Notre Dame (freshman)
- Donovan Williams – G/F, UNLV (junior)
- Jalen Williams – G, Santa Clara (junior)
- Jaylin Williams – F, Arkansas (sophomore)
- Mark Williams – C, Duke (sophomore)
- Jalen Wilson – F, Kansas (redshirt sophomore)
- Isaiah Wong – G, Miami (junior)
- Jahmir Young – G, Charlotte (junior)

## Jugadores internacionales
- Ibou Dianko Badji – C, Força Lleida (España)
- Aleksander Balcerowski – C, Gran Canaria (España)
- Hugo Besson – G, New Zealand Breakers (Australia)
- Kay Bruhnke – G, Medi Bayreuth (Alemania)
- Malcolm Cazalon – G, Mega Mozzart (Serbia)
- Ousmane Dieng – F, New Zealand Breakers (Australia)
- Tom Digbeu – G/F, Brisbane Bullets (Australia)
- Khalifa Diop – C, Herbalife Gran Canaria (España)
- Lovro Gnjidić – G, Cibona (Croatia)
- Fallou Gueye – G, US Ouakam (Senegal)
- Justus Hollatz – G, Hamburg Towers (Alemania)
- Zvonimir Ivišić – F, SC Derby (Montenegro)
- Millán Jiménez – G, Valencia (España)
- Nikola Jović – F, Mega Mozzart (Serbia)
- Ismael Kamagate – C, Paris Basketball (Francia)
- Yannick Kraag – G/F, Joventut Badalona (España)
- Zsombor Maronka – F/C, Joventut Badalona (España)
- Karlo Matković – C, Mega Mozzart (Serbia)
- Leo Menalo – F, Stella Azzurra (Italia)
- Leonard Miller – F, Fort Erie International Academy (Canadá)
- / Mario Nakić – F, MoraBanc Andorra (España)
- Yannick Nzosa – C, Unicaja (España)
- Leonardo Okeke – C, Junior Casale (Italia)
- Jaime Pradilla – C, Valencia (España)
- Gabriele Procida – G, Fortitudo Bologna (Italia)
- Žiga Samar – G, Urbas Fuenlabrada (España)
- Gui Santos – F, Minas (Brasil)
- Pavel Savkov – F, Saski Baskonia (España)
- Luka Ščuka – F, Cedevita Olimpija (Eslovenia)
- Kai Sotto – C, Adelaide 36ers (Australia)
- Matteo Spagnolo – G, Vanoli Cremona (Italia)
- Emil Stoilov – C, Movistar Estudiantes (España)
- Matthew Strazel – G, ASVEL (Francia)
- Giorgos Tanoulis – C, Promitheas Patras (Grecia)
- Luke Travers – G/F, Perth Wildcats (Australia)
- Keye van der Vuurst de Vries – G, Oostende (Bélgica & Holanda)
- Luc Van Slooten – F, Löwen Braunschweig (Alemania)
- Nicolas Vanel – G, Monaco (Francia)
- Fedor Žugić – G, ratiopharm Ulm (Alemania)

## Lotería del draft
El sorteo de la lotería del draft tuvo lugar el 17 de mayo de 2022, durante la celebración de los playoffs.
|  | Indica los resultados de la lotería actuales |

| Equipo                 | Récord 2021-22 | Oport. | Probabilidades de lotería | Probabilidades de lotería | Probabilidades de lotería | Probabilidades de lotería | Probabilidades de lotería | Probabilidades de lotería | Probabilidades de lotería | Probabilidades de lotería | Probabilidades de lotería | Probabilidades de lotería | Probabilidades de lotería | Probabilidades de lotería | Probabilidades de lotería | Probabilidades de lotería |
| Equipo                 | Récord 2021-22 | Oport. | 1º                        | 2º                        | 3º                        | 4º                        | 5º                        | 6º                        | 7º                        | 8º                        | 9º                        | 10º                       | 11º                       | 12º                       | 13º                       | 14º                       |
| ---------------------- | -------------- | ------ | ------------------------- | ------------------------- | ------------------------- | ------------------------- | ------------------------- | ------------------------- | ------------------------- | ------------------------- | ------------------------- | ------------------------- | ------------------------- | ------------------------- | ------------------------- | ------------------------- |
| Houston Rockets        | 20–62          | 140    | 14.0%                     | 13.4%                     | 12.7%                     | 11.9%                     | 47.9%                     | -                         | -                         | -                         | -                         | -                         | -                         | -                         | -                         | -                         |
| Orlando Magic          | 22–60          | 140    | 14.0%                     | 13.4%                     | 12.7%                     | 11.9%                     | 27.8%                     | 20.1%                     | -                         | -                         | -                         | -                         | -                         | -                         | -                         | -                         |
| Detroit Pistons        | 23–59          | 140    | 14.0%                     | 13.4%                     | 12.7%                     | 11.9%                     | 14.8%                     | 26.0%                     | 7.1%                      | -                         | -                         | -                         | -                         | -                         | -                         | -                         |
| Oklahoma City Thunder  | 24–58          | 115    | 11.5%                     | 11.4%                     | 11.2%                     | 11.0%                     | 7.4%                      | 27.1%                     | 18.0%                     | 2.4%                      | -                         | -                         | -                         | -                         | -                         | -                         |
| Indiana Pacers         | 25–57          | 115    | 11.5%                     | 11.4%                     | 11.2%                     | 11.0%                     | 2.0%                      | 18.2%                     | 25.5%                     | 8.6%                      | 0.6%                      | -                         | -                         | -                         | -                         | -                         |
| Portland Trail Blazers | 27–55          | 90     | 9.0%                      | 9.2%                      | 9.4%                      | 9.6%                      | -                         | 8.6%                      | 29.7%                     | 20.6%                     | 3.4%                      | 0.2%                      | -                         | -                         | -                         | -                         |
| Sacramento Kings       | 30–52          | 75     | 7.5%                      | 7.8%                      | 8.1%                      | 8.5%                      | -                         | -                         | 19.8%                     | 33.9%                     | 13.0%                     | 1.4%                      | <0.1%                     | -                         | -                         | -                         |
| Los Angeles Lakers     | 33–49          | 45     | 4.5%                      | 4.8%                      | 5.2%                      | 5.7%                      | -                         | -                         | -                         | 34.5%                     | 36.2%                     | 8.5%                      | 0.5%                      | <0.1%                     | -                         | -                         |
| San Antonio Spurs      | 34–48          | 45     | 4.5%                      | 4.8%                      | 5.2%                      | 5.7%                      | -                         | -                         | -                         | -                         | 46.4%                     | 29.4%                     | 3.9%                      | 0.1%                      | <0.1%                     | -                         |
| Washington Wizards     | 35–47          | 45     | 4.5%                      | 4.8%                      | 5.2%                      | 5.7%                      | -                         | -                         | -                         | -                         | -                         | 60.6%                     | 17.9%                     | 1.2%                      | <0.1%                     | <0.1%                     |
| New York Knicks        | 37–45          | 17     | 1.7%                      | 1.9%                      | 2.1%                      | 2.4%                      | -                         | -                         | -                         | -                         | -                         | -                         | 77.6%                     | 13.9%                     | 0.5%                      | <0.1%                     |
| Los Angeles Clippers   | 42–40          | 16     | 1.6%                      | 1.8%                      | 2.0%                      | 2.2%                      | -                         | -                         | -                         | -                         | -                         | -                         | -                         | 84.8%                     | 7.5%                      | 0.1%                      |
| Charlotte Hornets      | 43–39          | 12     | 1.2%                      | 1.3%                      | 1.5%                      | 1.7%                      | -                         | -                         | -                         | -                         | -                         | -                         | -                         | -                         | 92.0%                     | 2.3%                      |
| Cleveland Cavaliers    | 44–38          | 5      | 0.5%                      | 0.6%                      | 0.6%                      | 0.7%                      | -                         | -                         | -                         | -                         | -                         | -                         | -                         | -                         | -                         | 97.6%                     |